# Radvány
Radvány (szlovákul Radvaň) Besztercebánya településrésze Szlovákiában, a Besztercebányai kerület Besztercebányai járásában. Neve a régi magyar rogyvány (= mocsaras hely) főnévből ered.

## Fekvése
Besztercebánya központjától 1 km-re délre, a Garam jobb oldalán fekszik. Egybeépült a szomszédos Garamkirályfalvával.

## Története
A település a 13. század közepén keletkezett akkor, amikor az addig királyi tulajdonban levő területet a Radvánszky család ősei: Radun és fiai kapták adományként, IV. László magyar királytól. Írott forrásban 1263-ban említik először, mint ahol királyi halászok dolgoznak, a Garam vizében halászva. A településnek 1287-ben már állott temploma, amit a 14. majd a 15. században átalakítottak. 1517-ben Mária-kápolnát építettek hozzá, amelyben a Fájdalmas Szűzanya kegyszobrát helyezték el. Ehhez kapcsolódóan alakult ki a radványi vásár, ugyanis a kápolna híres zarándokhellyé vált. 1655-től kezdve I. Lipót király rendeletével engedélyezte minden év szeptember 8-án a vásártartást. 1687-ben már kastély volt itt, amelyet valószínűleg a mai helyén építtetett 1600 körül a Radvánszky család. Kézműves céhei 1633-tól alakultak. Lakói mezőgazdasággal és kézművességgel, valamint puskaporgyártással foglalkoztak. 1744-ben a kápolna kegyszobrát az új főoltárra helyezték, és már ekkor kedvelt kegyhelynek számított.
A 18. század végén Vályi András így ír róla: „RADVÁNY. Tót Mezőváros Zólyom Vármegyében, földes Ura Radvánszky Uraság, a’ kinek két kastéllyával ékeskedik; a’ felsőbb épűlet felett ez olvastatik: CeLsa CaDVnt VltIIs, CresCVnt VIrtVte teneLLa tVrrIs LaXa IaCet, ponDere pressa sVo. Valamint a’ kastély díszes, úgy könyvtárja, és pénz gyűjteménnye is jeles. Lakosai katolikusok, és másfélék is, fekszik Garam vize mellett, Besztertze Bányától nem meszsze, lakosai számosan mesteremberek, határja olly minéműségű, mint Lukaviczáé, javai szépek, és külömbfélék, első osztálybéli.”
1828-ban 168 házában 1218 lakos élt.
Fényes Elek 1851-ben kiadott geográfiai szótárában így ír a településről: „Radvány, tót m.-város, Zólyom vmegyében, rónaságon, Beszterczebánya tőszomszédságában, a Garan vize mellett, s Beszterczétől az Udorna vize választja el. – Terűlete nem tudatik. Urbéri telek 5, a többi irtvány; de vannak a földesuraságnak is szép majorságai. Homokos agyag földe jó mivelés mellett minden gabonanemre alkalmas. Népessége 1010 ágostai, 470 kath., kik közt 5 telkes gazda, 148 zsellér, 75 lakó, 169 mesterember, 2 kereskedő. – Van itt 8 posztósbul alakult társulatnak nevezetes posztógyára, melly 36,000 frt. alaptőkével évenkint 100,000 frt. értékü kelmét állit ki, s jobbára Pesten adja el. – Emlitett kézmüvesei közt van 16 késcsináló, 27 fésűs, 35 posztós, 12 kalapos, 2 aranymüves, és több gyufagyár. Ezek mind keresett árukat készitenek, s azokat Magyarország távol vidékeire elhordják. – Országos vásárt egyet tart, t. i. sept. 8-án, de ez igen hires kirakóvásár, s több napokig tart, de barom- és hetivásárai nincsenek. Nevezetes épületek: a földesurak 3 kastélya, a kath. és evang. anyatemplomok, és egy Fekete-curia nevű vendégfogadó. Birja a várost a Radvánszky csal.”
A trianoni diktátumig Zólyom vármegye Besztercebányai járásához tartozott.
Radvány és Garamkirályfalva 1964-ben egyesült Radvaň-Kráľová (Radvány-Királyfalva) néven, majd az egyesült települést 1966-ban csatolták Besztercebányához. Mint településrész, három képviselőt ad a városi tanács részére.

## Népessége
1910-ben 1625, többségben szlovák lakosa volt, jelentős magyar kisebbséggel. Jelenleg kb. 6000 lakosa van, a foncsordai lakótelep leválása óta.

## Nevezetességei
- A 13. századi kegytemplom. A kegyszobor a késő középkori szobrászat remeke. Falfestményeit Hanula József készítette 1908-ban.[4]
- Evangélikus templom, melyet 1785-ben építettek.[5]
- A Radvánszky-kastély, mely 1600 körül épült, és mely jelenleg felújítás alatt áll.[6]
- A Bárczy-kastély, egykoron Dr. Bárczy Emil volt az utolsó lakója, régóta üresen áll, gyakorlatilag csak romok maradtak belőle.
- A Tihányi-kastély, eredetileg egy földszintes reneszánsz épület, melyet klasszicista stílusban építettek újjá, és jelenleg a Közép-szlovákiai Múzeum természettörténeti kiállítása található benne. Tőle nem messze találhatók Mátyás király egykori erődítményének maradványai, a mai Tesco áruház területén.
- Az evangélikus templom közelében 2014-ben egy miniatűr síliftet létesítettek, egyedülálló módon a panelházak tövében.[7]
- A település határában találhatóak az ún. malakóperesényi kövek, mely természetvédelmi terület,[8] illetve itt ér véget az Urpín-tanösvény is.[9]

## Neves személyek
- Itt született 1701-ben Radvánszky László naplóíró, genealógus, teológus, országgyűlési követ.
- Itt született 1725-ben Laho Ferenc ágostai evangélikus lelkész.
- Itt született 1818. június 2-án Ján Babilon polgár, az első szlovák nyelvű receptkönyv szerzője.[10]
- Itt született 1869 november 9.-én Zorkóczy Samu († Budapest, 1934. április 25.) kohómérnök.
- Itt született 1880-ban Bernolák Nándor magyar jogász, politikus, miniszter, egyetemi tanár.
- Itt hunyt el 1738-ban Radvánszky János, II. Rákóczi Ferenc tanácsosa, költő és naplóíró, evangélikus egyházkerületi felügyelő.
- Itt hunyt el 1872-ben Andrej Sládkovič szlovák költő, irodalomkritikus, újságíró és műfordító.
- Itt hunyt el 1882-ben Radvánszky Antal nagybirtokos, politikus, országgyűlési követ, Turóc illetve Zólyom vármegye főispánja, szlovák költő és egyben a szlovák nemzeti törekvések ellenzője.

## Lásd még
- Besztercebánya
- Foncsorda
- Garamkirályfalva
- Garamsálfalva
- Keremcse
- Kisélesd
- Majorfalva
- Olmányfalva
- Pallós
- Rakolc
- Rudló
- Szakbény
- Szentjakabfalva
- Szénás
- Zólyomszászfalu